# بني قمجر
قرية بني قمجر هي إحدى القرى التابعة لمركز المنيا بمحافظة المنيا في جمهورية مصر العربية. حسب إحصاءات سنة 2006، بلغ إجمالي السكان في بني قمجر 5534 نسمة، منهم 2961 رجلا و2573 امرأة.